# هيرب كورتيس
هيرب كورتيس (بالإنجليزية: Herb Curtis)‏ (1949)؛ روائي كندي.